# The Humblebums
The Humblebums, brittisk (skotsk) folkrocksgrupp bildad i Glasgow i mitten av 1960-talet av musikern, skådespelaren och komikern Billy Connolly tillsammans med gitarristen Tim Harvey. Efter första albumet anslöt låtskrivaren och musikern Gerry Rafferty och duon blev en trio. Kort därefter lämnade dock Harvey gruppen. Sammanlagt spelade de in tre studioalbum innan de upplöstes 1970.
The Humblebums spelade på pubar i Glasgow-trakten. Connolly sjöng, spelade banjo och gitarr och underhöll gästerna med roliga introduktioner till låtarna. Harvey var en duktig bluegrass-gitarrist. Connolly brukade presentera duon som "We're the Humblebums - I'm Humble... and this is Tam Harvey."
The Humblebums skivdebuterade som bakgrundsmusiker på den skotske sångaren Matt McGinns livealbum Matt McGinn Again 1967, men det var först året därefter som man fick skivkontrakt med det största brittiska skivbolaget för folkmusik, Transatlantic Records. Första albumet A Collection of Merry Melodies nådde affärerna i februari 1969.
Vid det laget hade emellertid Gerry Rafferty anslutit till gruppen (även om han inte medverkar på det första albumet). Efter att Harvey lämnat gruppen spelade man in ytterligare två studioalbum som en duo.
Rafferty blev soloartist och spelade in flera framgångsrika album, medan Connolly skördat störst framgångar som komiker och skådespelare.

## Diskografi
Studioalbum
- First Collection of Merry Melodies (1969)
- The New Humblebums (1969)
- Open Up the Door (1970)
- Please Sing A Song For Us (2005) (2-CD med tidigare outgivet material)

Singlar
- "Saturday Roundabout Sunday" / "Bed Of Mossy Green" (1969)
- "Shoeshine Boy" / "My Apartment" (1970)
- "I Can't Stop Now" (1970) (promo)
- "Coconut Tree" / "Shoeshine Boy" (1974)

Samlingsalbum
- The Complete Humblebums (1974)
- The Humblebums (1979)
- The Best of the Humblebums (1996)
- The Humblebums (1997)
- Please Sing a Song for Us (2005)